# Charlotte Mitchell
Pour les personnes ayant le même patronyme, voir Mitchell.
Charlotte Mitchell, née le 23 juillet 1926 à Ipswich (Royaume-Uni) et morte le 2 mai 2012 à Chiswick (Grand Londres) d'une pneumonie, est une actrice et scénariste anglaise.

## Filmographie

### Comme actrice
- 1949 : The Romantic Age d'Edmond T. Gréville
- 1950 : Cette sacrée jeunesse (The Happiest Days of Your Life) : Ethel
- 1951 : Rires au paradis (Laughter in Paradise) : Ethel
- 1951 : L'Homme au complet blanc (The Man in the White Suit) : Mill Girl
- 1951 : Lady Godiva Rides Again : Lucille
- 1953 : Curtain Up : Daphne Ray
- 1953 : The Story of Gilbert and Sullivan : Charlotte
- 1953 : Street Corner : Mrs. Propert
- 1953 : Time Bomb : Buffet Waitress
- 1955 : Lost : Farmer's Wife
- 1959 : The Bridal Path : Mrs. Mavis Bruce
- 1960 : Dentist in the Chair : Woman in Surgery
- 1960 : Le Village des damnés (Village of the Damned) : Janet Pawle
- 1961 : Nearly a Nasty Accident (en) : Miss Chamberlain
- 1961 : Dentist on the Job : Mrs. Burke
- 1970 : Death of a Dog (téléfilm) : Blodiven Jenkins
- 1971 : La Nuit des maléfices (The Blood on Satan's Claw) : Ellen Vespers
- 1971 : Persuasion (feuilleton TV) : Mrs. Clay
- 1972 : Prince noir (The Adventures of Black Beauty) (série télévisée) : Amy Winthrop
- 1974 : And Mother Makes Five (série télévisée) : Monica Spencer
- 1975 : In This House of Brede (téléfilm) : Mrs. Fraser
- 1976 : Jim the World's Greatest : School secretary
- 1977 : Miss Jones and Son (série télévisée) : Mrs Jones
- 1981 : La Maîtresse du lieutenant français (The French Lieutenant's Woman) : Mrs. Tranter
- 1960 : Coronation Street (série télévisée) : Margaret Swain (1982)
- 1985 : The Lady's Maid's Bell (téléfilm) : Mrs. Blinder
- 1986 : Return to Treasure Island (feuilleton TV) : Mrs. Hawkins
- 1988 : The First Kangaroos : Mrs. Oaks
- 1988 : The Woman He Loved (téléfilm) : Lady Chatfield
- 1991 : Selling Hitler (feuilleton TV) : Lady Katherine Giles
- 1998 : Pond Life (série télévisée) : Ivy (voix)